# جسر عضلة القلب
.جسر عضلة القلب هو جسر من الألياف العضلية القلبية تمتد فوق الجانب النخابي للشريان التاجي. وينشأ عن مسار غير اعتيادي للشريان التاجي من خلال اختراقه لعضلة القلب بدلاً من أن يبقى على سطحها. تقلص عضلة القلب يؤدي إلى ضغط هذا الشريان مع تقلص واضح في قطره، مما يعيق تدفق الدم إلى القلب.
وجود هذا الجسر قد ينتج عنه نقص تروية العضلة القلبية التي قد تؤدي بدورها إلى الذبحة الصدرية.

## التشريح المرضي
التحقق من المسار داخل العضلة القلبية يتم بالعادة من خلال التشريح، ولكن قلة من الحالات يمكن أن تظهر انضغاط بارز للشريان داخل العضلة بشكل واضح.
هذا التشوه يمكن اكتشافه من خلال إجراء قثطرة بتردد يتراوح بين (0.5 و 16٪) للشريان الامامي بين البطينين. الجزء المقصود يكون محصوراً بين عدة ميليمترات وبضعة سنتمترات.

## الأعراض
جسر العضلة القلبية قد يكون غير متناظر، ويتم كشفه عن طريق القثطرة القلبية الروتينية. وقد تظهر أعراضه عن طريق نقص تروية عضلة القلب من خلال آلام صدرية (ذبحة صدرية) واضطراب نظم دقات القلب البطيني  وقد تصل إلى الاغماء أو حتى موت القلب المفاجئ.
عادةً، تتفاقم الأعراض عند بذل الجهد، عن طريق زيادة في انقباض عضلة القلب مما يؤدي إلى ضغط أكبر على الشريان التاجي.

## التشخيص
القثطرة القلبية تسمح بتشخيص انقباض القلب الساحق للشريان، هذا الأخير يكون بحجمه الطبيعي أثناء انبساط العضلة القلبية، لكن المسار داخل العضلة القلبية لا يكون بارزاً (لا يمكن رؤيته مباشرة في العضلة القلبية). الجزء القريب من الشريان يظهر بشكل مستمر تصلباً في الشرايين.
المسح الضوئي للشريان التاجي (السكانر) يسمح برؤية مسار الشريان التاجي داخل عضلة القلب ولكنه لا يسمح بالتحقق من أنضغاطه بشكل واضح.

## العلاج
العلاج الدوائي ينضوي بشكل أساسي على ابطاء ضربات القلب من خلال حاصرات البيتا (β-Blockers) التي تسمح بتحسين تدفق الدم في الشريان التاجي من خلال تقليل انضغاطه. في حال تصاعد التصلب الشرياني الناتج عن جسر العضلة القلبية قد يتم اقتراح علاجات أخرى مثل الوضع المستمر تحت مضادات تجمع الصفيحات (Antiplatelet drug) ومقاومة العوامل التي قد تؤدي إلى خطر الإصابة بالأمراض القلبية الوعائية. لا ينصح باستخدام الموسعات الوعائية (Vasodilation) ومن ضمنها موسعات الأوعية النترية لأنها قد تؤدي إلى تفاقم الأعراض من خلال زيادة الضغط على الشريان.
كما أن وضع دعامة في الشريان لمنع انضغاطه قد تسمح بتحسين الأعراض  ولكنها قد تعرض إلى ارتفاع نسبة عودة التضيق وكذلك إلى مضاعفات أخرى.
وفي حال الإخفاق الدوائي، يمكن اقتراح تدخل جراحي خارجي للعضلة القلبية والشريان ، كما أنه يمكن إجراء جراحة فتح مجرى جانبي للشريان التاجي.